# Міжнародна музична рада
Міжнародна музична рада (International Music Council, IMC) — незалежна неурядова міжнародна організація, заснована в червні 1949 року як консультативний орган ЮНЕСКО з питань музики. Заснована в Парижі, а головною її метою є сприяння розвитку та просуванню міжнародної музичної діяльності.
До Ради входить 76 національних комітетів, 34 міжнародних організацій і 35 осіб та почесних членів — художників, композиторів і викладачів. Має регіональні представництва в Європі, Африці, арабських країнах, Америці, Азії, Австралії та Океанії. Метою цих представництв є розвиток і підтримка програм, орієнтованих на потреби членів ММК і партнерів у своїх регіонах. Завдяки розгалуженій мережі представництв IMC співпрацює з понад тисячею організацій музичного профілю у всьому світі.
Однією з найвідоміших і регулярних видів діяльності Ради є щорічна Міжнародна трибуна композиторів — зустріч, що пропонує представникам телерадіомовлення знайомитися і популяризувати твори сучасної музики. IMC також запровадила Міжнародний День музики, який відзначається щорічно у всьому світі 1 жовтня.